# Labenne
Labenne est une commune française située dans le département des Landes en région Nouvelle-Aquitaine.
Le gentilé est Labennais.

## Géographie

Représentations cartographiques de la commune
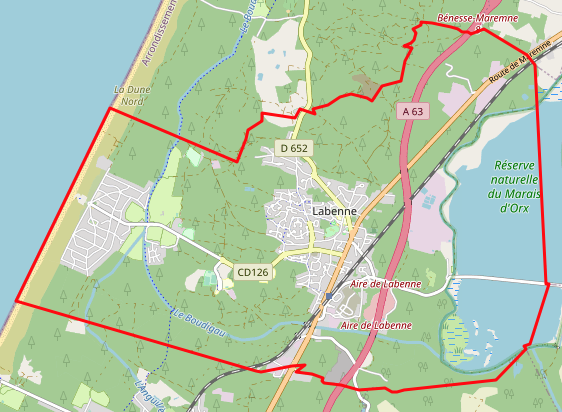
Carte OpenStreetMap.
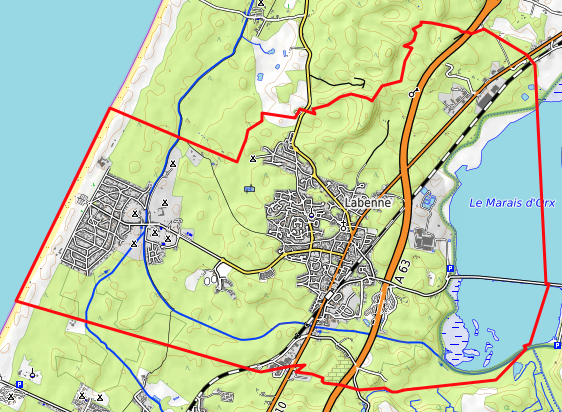
Carte topographique.
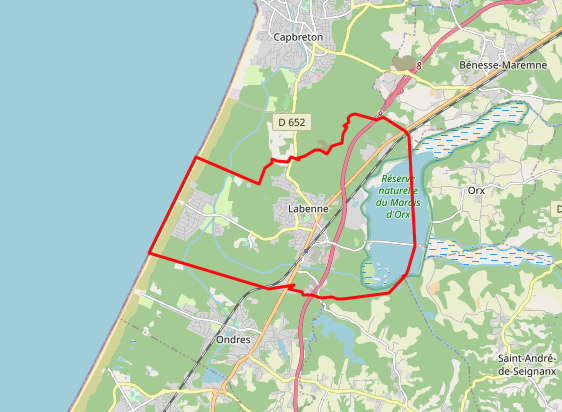
Carte avec les communes environnantes.

### Localisation
Labenne est une commune littorale, située dans le département des Landes. Elle fait partie de la communauté de communes de Maremne-Adour-Côte-Sud (la MACS). Elle se situe à 13 km de Bayonne.

### Communes limitrophes
Les communes limitrophes sont Bénesse-Maremne, Capbreton, Ondres, Orx, Saint-André-de-Seignanx et Saint-Martin-de-Seignanx.
|                  | Capbreton | Bénesse-Maremne                                   |
| Océan Atlantique | Labenne   | Orx                                               |
|                  | Ondres    | Saint-André-de-Seignanx, Saint-Martin-de-Seignanx |

### Climat
Pour des articles plus généraux, voir Climat de la Nouvelle-Aquitaine et Climat des Landes.
Historiquement, la commune est exposée à un micro climat océanique basque.  
En 2020, Météo-France publie une typologie des climats de la France métropolitaine dans laquelle la commune est exposée à un climat océanique et est dans la région climatique  Pyrénées atlantiques, caractérisée par une pluviométrie élevée (>1 200 mm/an) en toutes saisons, des hiver très doux (7,5 °C en plaine) et des vents faibles.
Pour la période 1971-2000, la température annuelle moyenne est de 13,7 °C, avec une amplitude thermique annuelle de 12,9 °C. Le cumul annuel moyen de précipitations est de 1 407 mm, avec 13,2 jours de précipitations en janvier et 8,2 jours en juillet. Pour la période 1991-2020, la température moyenne annuelle observée sur la station météorologique la plus proche, située sur la commune de Soorts-Hossegor à 7 km à vol d'oiseau, est de 14,9 °C et le cumul annuel moyen de précipitations est de 1 181,8 mm,. Pour l'avenir, les paramètres climatiques de la commune estimés pour 2050 selon différents scénarios d’émission de gaz à effet de serre sont consultables sur un site dédié publié par Météo-France en novembre 2022.

## Urbanisme

### Typologie
Au 1er janvier 2024, Labenne est catégorisée bourg rural, selon la nouvelle grille communale de densité à sept niveaux définie par l'Insee en 2022.
Elle appartient à l'unité urbaine de Labenne, une unité urbaine monocommunale constituant une ville isolée,. Par ailleurs la commune fait partie de l'aire d'attraction de Bayonne (partie française), dont elle est une commune de la couronne,. Cette aire, qui regroupe 56 communes, est catégorisée dans les aires de 200 000 à moins de 700 000 habitants,.
La commune, bordée par l'océan Atlantique, est également une commune littorale au sens de la loi du 3 janvier 1986, dite loi littoral. Des dispositions spécifiques d’urbanisme s’y appliquent dès lors afin de préserver les espaces naturels, les sites, les paysages et l’équilibre écologique du littoral, tel le principe d'inconstructibilité, en dehors des espaces urbanisés, sur la bande littorale des 100 mètres, ou plus si le plan local d’urbanisme le prévoit.

### Occupation des sols

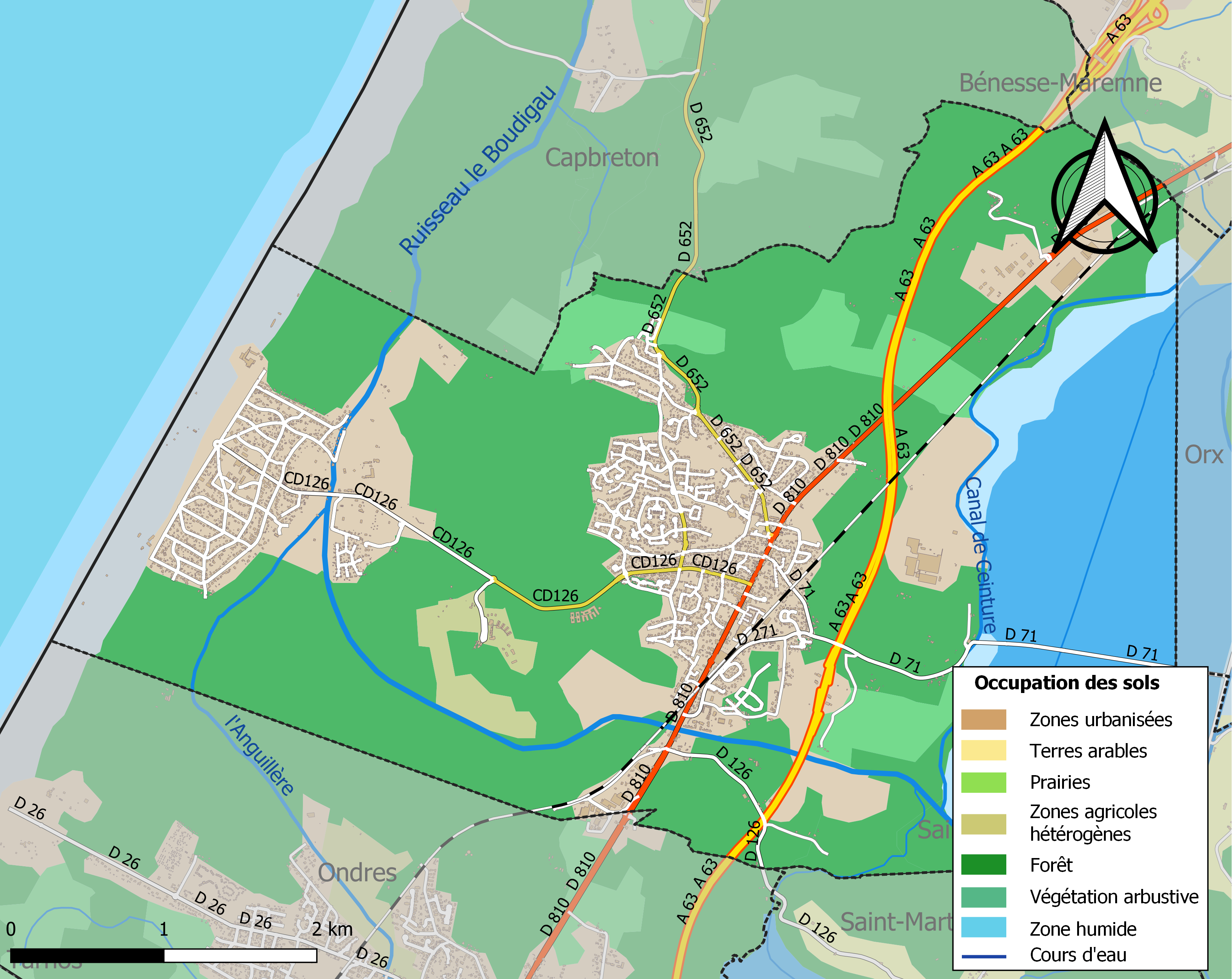
Carte des infrastructures et de l'occupation des sols de la commune en 2018 (CLC).

L'occupation des sols de la commune, telle qu'elle ressort de la base de données européenne d’occupation biophysique des sols Corine Land Cover (CLC), est marquée par l'importance des forêts et milieux semi-naturels (56,6 % en 2018), en diminution par rapport à 1990 (69,7 %). La répartition détaillée en 2018 est la suivante : forêts (48,9 %), zones urbanisées (19 %), eaux continentales (13,8 %), zones industrielles ou commerciales et réseaux de communication (5,7 %), milieux à végétation arbustive et/ou herbacée (4,8 %), zones humides intérieures (3,4 %), espaces ouverts, sans ou avec peu de végétation (2,9 %), zones agricoles hétérogènes (1,5 %). L'évolution de l’occupation des sols de la commune et de ses infrastructures peut être observée sur les différentes représentations cartographiques du territoire : la carte de Cassini (XVIIIe siècle), la carte d'état-major (1820-1866) et les cartes ou photos aériennes de l'IGN pour la période actuelle (1950 à aujourd'hui).

### Lieudits et hameaux
Trois quartiers composent la commune de Labenne :
- Costemale ;
- Arman ;
- l'Église.

### Voies de communication et transports

#### Voies
| 187 odonymes recensés à Labenne au 5 janvier 2014 | 187 odonymes recensés à Labenne au 5 janvier 2014 | 187 odonymes recensés à Labenne au 5 janvier 2014 | 187 odonymes recensés à Labenne au 5 janvier 2014 | 187 odonymes recensés à Labenne au 5 janvier 2014 | 187 odonymes recensés à Labenne au 5 janvier 2014 | 187 odonymes recensés à Labenne au 5 janvier 2014 | 187 odonymes recensés à Labenne au 5 janvier 2014 | 187 odonymes recensés à Labenne au 5 janvier 2014 | 187 odonymes recensés à Labenne au 5 janvier 2014 | 187 odonymes recensés à Labenne au 5 janvier 2014 | 187 odonymes recensés à Labenne au 5 janvier 2014 | 187 odonymes recensés à Labenne au 5 janvier 2014 | 187 odonymes recensés à Labenne au 5 janvier 2014 | 187 odonymes recensés à Labenne au 5 janvier 2014 | 187 odonymes recensés à Labenne au 5 janvier 2014 |
| Allée                                             | Avenue                                            | Bld                                               | Chemin                                            | Cours                                             | Impasse                                           | Parvis                                            | Place                                             | Quai                                              | Rd-point                                          | Route                                             | Rue                                               | Square                                            | Voie                                              | Autres                                            | Total                                             |
| ------------------------------------------------- | ------------------------------------------------- | ------------------------------------------------- | ------------------------------------------------- | ------------------------------------------------- | ------------------------------------------------- | ------------------------------------------------- | ------------------------------------------------- | ------------------------------------------------- | ------------------------------------------------- | ------------------------------------------------- | ------------------------------------------------- | ------------------------------------------------- | ------------------------------------------------- | ------------------------------------------------- | ------------------------------------------------- |
| 41                                                | 7                                                 | 0                                                 | 4                                                 | 0                                                 | 42                                                | 0                                                 | 7                                                 | 0                                                 | 1                                                 | 7                                                 | 42                                                | 0                                                 | 0                                                 | 36                                                | 187                                               |
| Notes « N »                                       | Notes « N »                                       | 1. 2. 3. 4. 5. 6.                                 | 1. 2. 3. 4. 5. 6.                                 | 1. 2. 3. 4. 5. 6.                                 | 1. 2. 3. 4. 5. 6.                                 | 1. 2. 3. 4. 5. 6.                                 | 1. 2. 3. 4. 5. 6.                                 | 1. 2. 3. 4. 5. 6.                                 | 1. 2. 3. 4. 5. 6.                                 | 1. 2. 3. 4. 5. 6.                                 | 1. 2. 3. 4. 5. 6.                                 | 1. 2. 3. 4. 5. 6.                                 | 1. 2. 3. 4. 5. 6.                                 | 1. 2. 3. 4. 5. 6.                                 | 1. 2. 3. 4. 5. 6.                                 |
| Sources : rue-ville.info & OpenStreetMap          |                                                   |                                                   |                                                   |                                                   |                                                   |                                                   |                                                   |                                                   |                                                   |                                                   |                                                   |                                                   |                                                   |                                                   |                                                   |

### Risques majeurs
Le territoire de la commune de Labenne est vulnérable à différents aléas naturels : météorologiques (tempête, orage, neige, grand froid, canicule ou sécheresse), feux de forêts, mouvements de terrains et séisme (sismicité modérée). Il est également exposé à un risque technologique,  le transport de matières dangereuses. Un site publié par le BRGM permet d'évaluer simplement et rapidement les risques d'un bien localisé soit par son adresse soit par le numéro de sa parcelle.

#### Risques naturels
Labenne est exposée au risque de feu de forêt. Depuis le 20 avril 2016, les départements de la Gironde, des Landes et de Lot-et-Garonne disposent d’un règlement interdépartemental de protection de la forêt contre les incendies. Ce règlement vise à mieux prévenir les incendies de forêt, à faciliter les interventions des services et à limiter les conséquences, que ce soit par le débroussaillement, la limitation de l’apport du feu ou la réglementation des activités en forêt. Il définit en particulier cinq niveaux de vigilance croissants auxquels sont associés différentes mesures,.
Les mouvements de terrains susceptibles de se produire sur la commune sont un recul du trait de côte et de falaises et des tassements différentiels.

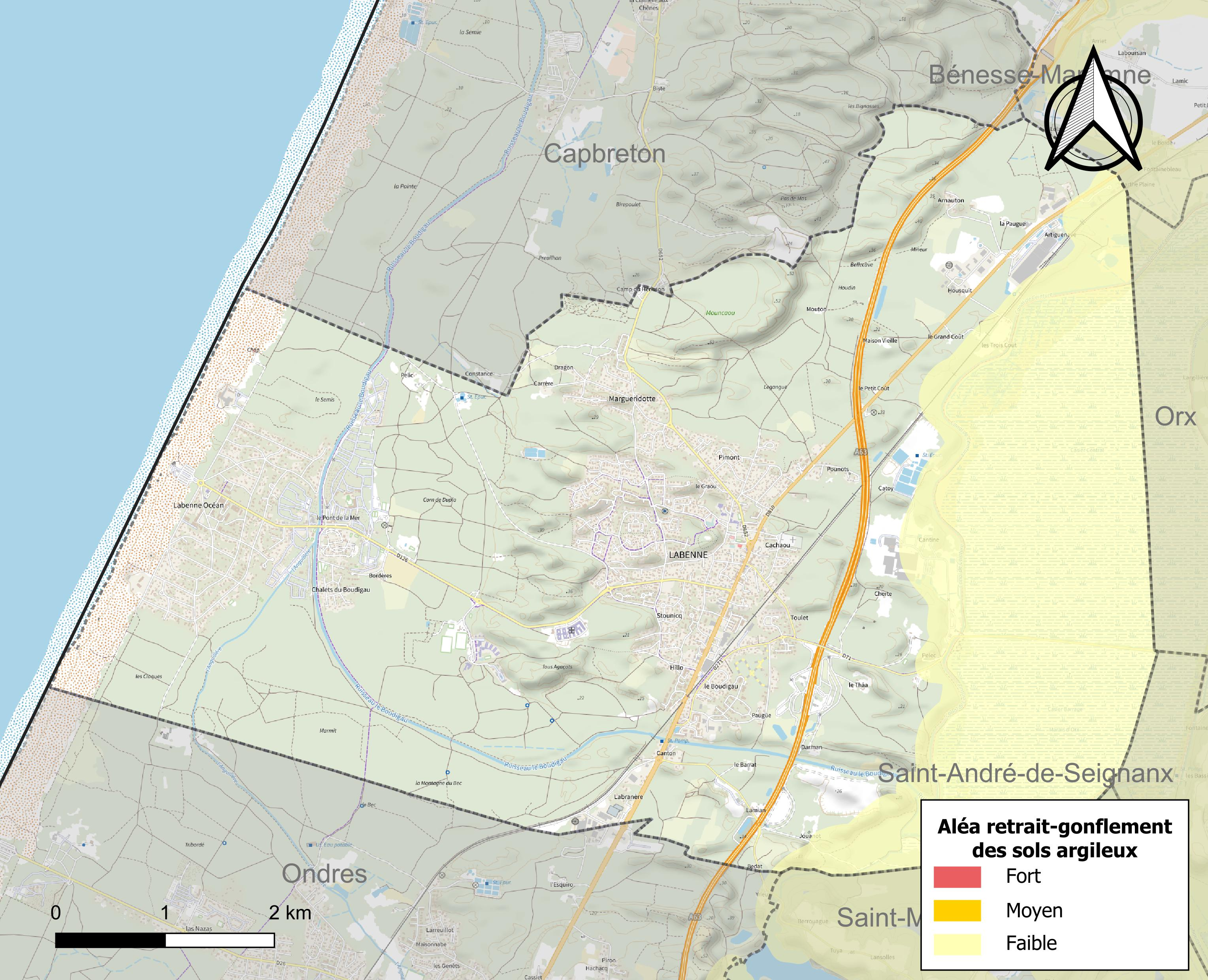
Carte des zones d'aléa retrait-gonflement des sols argileux de Labenne.

Le retrait-gonflement des sols argileux est susceptible d'engendrer des dommages importants aux bâtiments en cas d’alternance de périodes de sécheresse et de pluie. Aucune partie du territoire de la commune n'est en aléa moyen ou fort (19,2 % au niveau départemental et 48,5 % au niveau national). Sur les 2 398 bâtiments dénombrés sur la commune en 2019,  aucun n'est en aléa moyen ou fort, à comparer aux 17 % au niveau départemental et 54 % au niveau national. Une cartographie de l'exposition du territoire national au retrait gonflement des sols argileux est disponible sur le site du BRGM,.
La commune a été reconnue en état de catastrophe naturelle au titre des dommages causés par les inondations et coulées de boue survenues en 1983, 1988, 1992, 1999 et 2009 et au titre des inondations par remontée de nappe en 2014 et 2020 et par des mouvements de terrain en 1983 et 1999

#### Risques technologiques
Le risque de transport de matières dangereuses sur la commune est lié à sa traversée par une ou des infrastructures routières ou ferroviaires importantes ou la présence d'une canalisation de transport d'hydrocarbures. Un accident se produisant sur de telles infrastructures est susceptible d’avoir des effets graves sur les biens, les personnes ou l'environnement, selon la nature du matériau transporté. Des dispositions d’urbanisme peuvent être préconisées en conséquence.

## Toponymie
L’origine du nom Labenne viendrait du mot occitan « la Pena », qui signifie la hauteur, il existe d’ailleurs à Labenne, un quartier nommé la montagne.
Son nom occitan gascon est La Vena.

## Histoire
Labenne, commune littorale de la côte landaise s’est développée au XIXe siècle grâce à l’assèchement des marais (lancé par Napoléon III) et à l’exploitation des forêts de résineux.
Avant la Révolution, Labenne est un village pastoral et agricole : culture du maïs, du seigle, de millet et d’un peu de vignobles.
Durant la Seconde Guerre mondiale, une station radar allemande est installée sur la dune. Elle était composée d'un radar Mammut de détection des appareils et de deux radars annexes Freya et Wurtzburg.
Labenne était la tête de ligne de la ligne de chemin de fer locale de Labenne à Seignosse fermée en 1957.

## Héraldique
| Blason | Blasonnement : Parti : au premier d'or au dauphin contourné d'azur, au chef de gueules chargé d'une coquille du champ, au second de sinople au lion d'argent. |

## Politique et administration

### Liste des maires
| Période                                  | Période                  | Identité                | Étiquette   | Qualité |
| ---------------------------------------- | ------------------------ | ----------------------- | ----------- | --- |
| Les données manquantes sont à compléter. |                          |                         |             | |
| 1815                                     | 1817                     | Jean Darrigues          |             | |
| 1817                                     | 1823                     | Pierre Duboscq          |             | |
| 1823                                     | 1835                     | François Pau            |             | |
| 1835                                     | 1843                     | Jean-Stéphanie Cazenave |             | |
| 1843                                     | 1848                     | Jean Hargous            |             | |
| 1848                                     | 1852                     | Jean-Stéphanie Cazenave |             | |
| 1860                                     | 1865                     | Bertrand Dubos          |             | |
| 1865                                     | 1904                     | Jean-Théodore Caulongue | Républicain | Conseiller d'arrondissement |
| 1904                                     | 1905                     | Étienne Lacouture       |             | |
| 1905                                     | mai 1912                 | Jean-Théodore Caulongue | Républicain | |
| mai 1912                                 | mai 1935                 | François Pau            |             | |
| mai 1935                                 | 1944                     | Jules Bouville          |             | Président fondateur de l'institut hélio-marin de Labenne |
| 1944                                     | mai 1945                 | Raymond Darmaillacq     |             | |
| mai 1945                                 | février 1964 (décès)     | Antoine Capgras         | SFIO        | Ancien secrétaire de mairie Conseiller général de Saint-Vincent-de-Tyrosse (1945 → 1949) Ancien député de Tarn-et-Garonne (1924 → 1932)                                                                                              |
| 1964                                     | 1976                     | Pierre Ducos            |             | |
| mars 1976                                | mars 1983                | Jacques Dubrana         | PS          | |
| mars 1983                                | juin 1995                | Francis Hirigoyen       | SE-Mod.     | Enseignant en droit |
| juin 1995                                | février 1999 (décès)     | Yves Ulysse (1929-1999) | PS          | Chevalier de l'Ordre national du Mérite, officier des Palmes académiques |
| 1999                                     | mars 2001                | Régine Andrieu          | PS          | |
| mars 2001                                | février 2025 (démission) | Jean-Luc Delpuech       | PS          | Retraité de la fonction publique territoriale, directeur de CCAS Conseiller départemental de Pays tyrossais (2015 → ) Vice-président du conseil départemental des Landes (2015 → ) Vice-président de la CC de Maremne-Adour-Côte-Sud |
| février 2025                             | En cours                 | Stéphanie Chessoux      | PS          | Ancienne première adjointe |

### Politique environnementale
Dans son palmarès 2024, le Conseil national de villes et villages fleuris de France a attribué deux fleurs à la commune.

## Démographie
| 1793 | 1800 | 1806 | 1821 | 1831 | 1836 | 1841 | 1846 | 1851 |
| ---- | ---- | ---- | ---- | ---- | ---- | ---- | ---- | ---- |
| 373  | 435  | 392  | 420  | 504  | 541  | 526  | 552  | 575  |

| 1856 | 1861 | 1866 | 1872 | 1876 | 1881 | 1886 | 1891 | 1896 |
| ---- | ---- | ---- | ---- | ---- | ---- | ---- | ---- | ---- |
| 619  | 657  | 791  | 782  | 792  | 776  | 790  | 802  | 759  |

| 1901 | 1906 | 1911 | 1921 | 1926 | 1931 | 1936  | 1946  | 1954  |
| ---- | ---- | ---- | ---- | ---- | ---- | ----- | ----- | ----- |
| 762  | 794  | 801  | 700  | 710  | 938  | 1 108 | 1 177 | 1 210 |

| 1962  | 1968  | 1975  | 1982  | 1990  | 1999  | 2006  | 2007  | 2012  |
| ----- | ----- | ----- | ----- | ----- | ----- | ----- | ----- | ----- |
| 1 256 | 1 422 | 1 753 | 2 120 | 2 884 | 3 345 | 4 302 | 4 431 | 5 105 |

| 2017  | 2022  | - | - | - | - | - | - | - |
| ----- | ----- | - | - | - | - | - | - | - |
| 6 616 | 7 095 | - | - | - | - | - | - | - |

## Tourisme
Labenne est une station littorale de la côte sud des Landes avec 3 kilomètres de plage. On y trouve des hébergements touristiques et de parcs de loisirs, activités de baignade, surf, et pêche en mer. Avec près de 1300 hectares de forêt de pins maritimes et de chênes-lièges, c’est un endroit où l'on pratique des loisirs en plein air comme VTT, course à pied, promenades sur des sentiers pédestres et un réseau de piste cyclable. On y trouve également un total de 6 campings

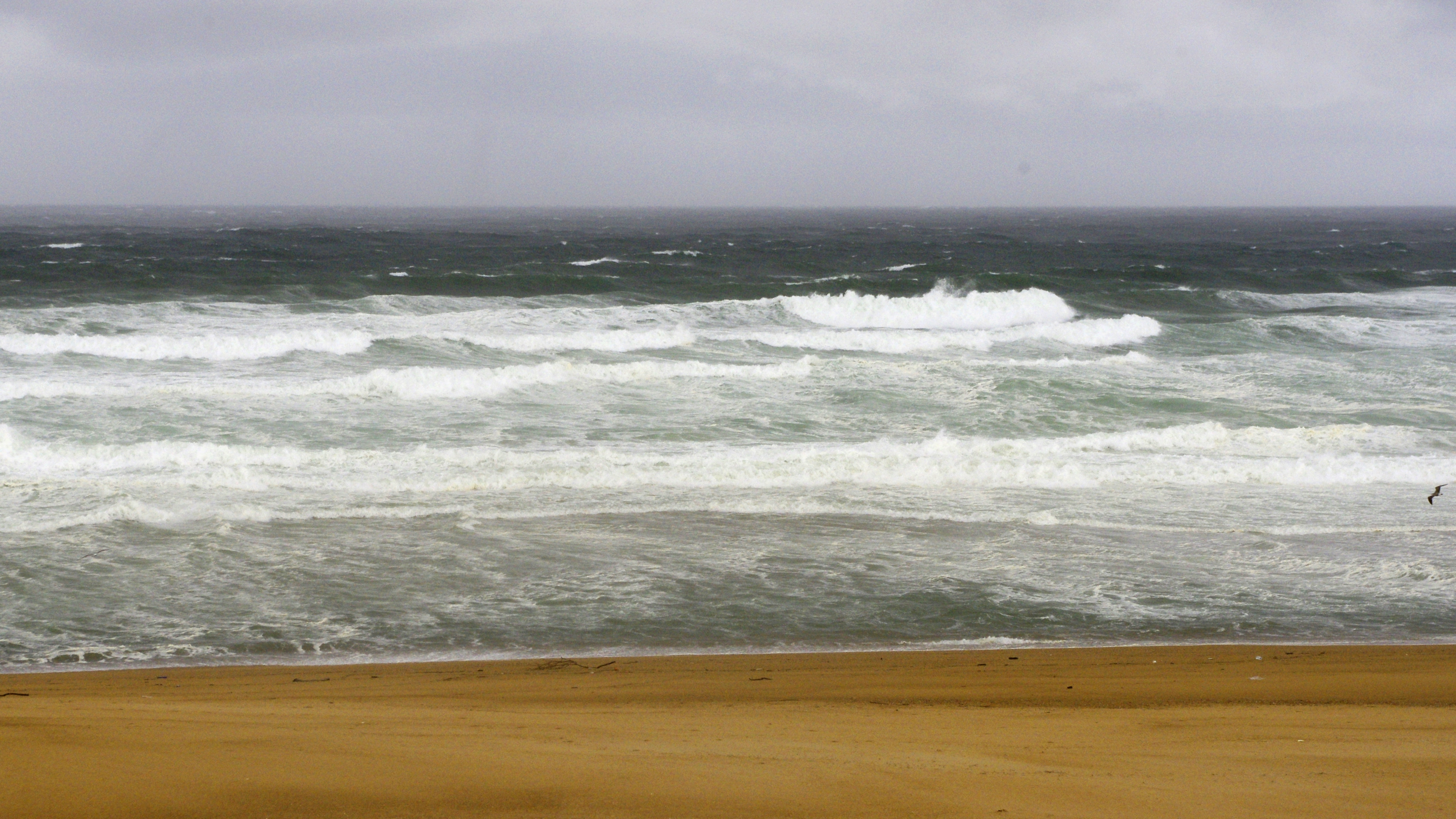
La plage au printemps.

## Économie
La ville possède une antenne de la Chambre de commerce et d'industrie des Landes. Une importante usine et entrepôt de l'industriel Bonduelle est également présente, mettant en boite ou surgelant du mais et des haricots verts de la région.

## Lieux et monuments

### Édifices et sites
- Église Saint-Nicolas de Labenne.
- Chapelle Sainte-Thérèse

La chapelle est située sur les dunes à Labenne-Océan. La construction de ce deuxième lieu de culte a été décidée par Jules Bouville, maire de Labenne et propriétaire du centre hélio-marin pour répondre à la croissance démographique. Elle est inaugurée le 1er décembre 1932. De style architectural classique, elle est composée d’un sanctuaire et d’une nef unique.

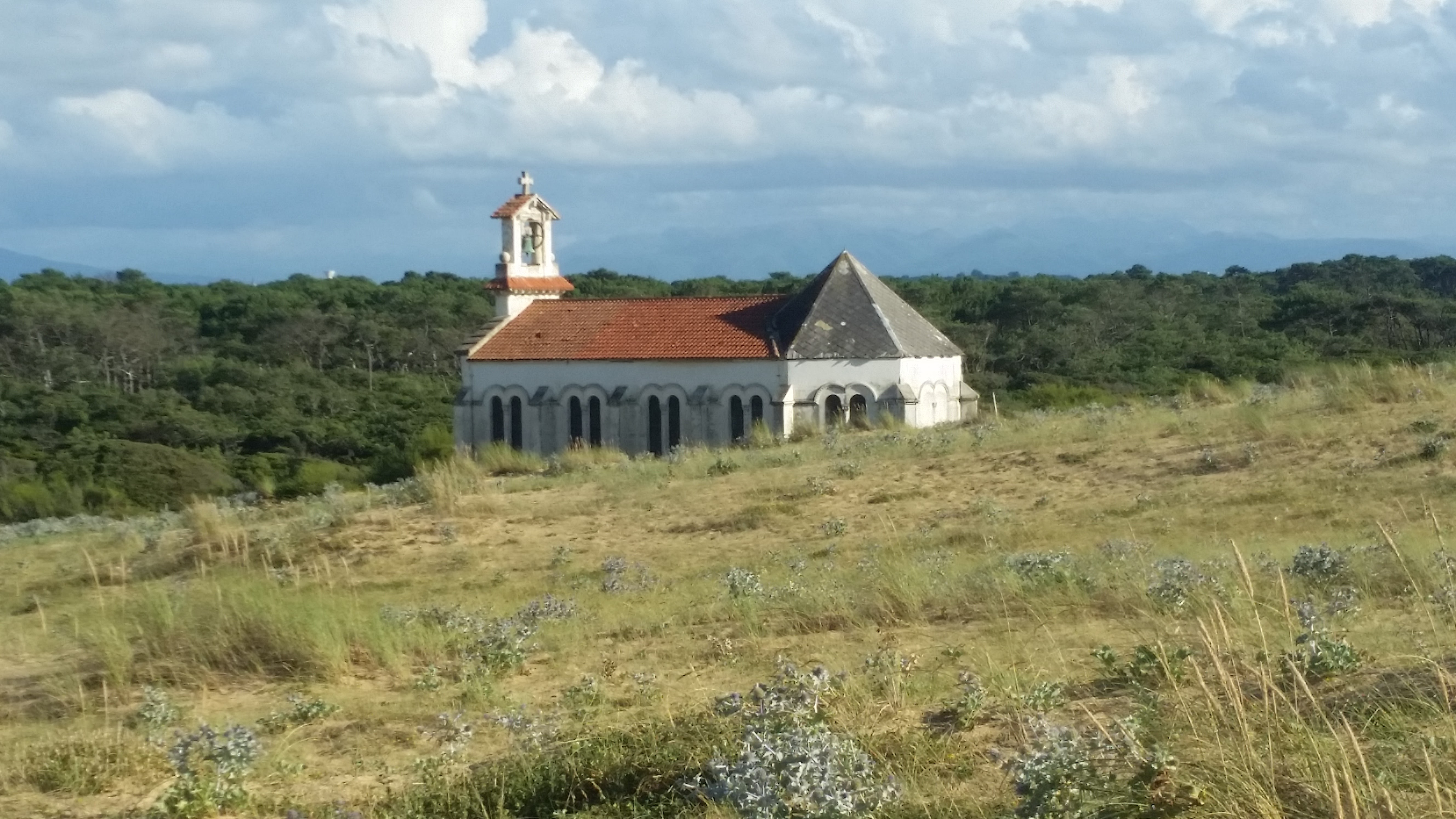
Chapelle Sainte-Thérèse perdue dans les dunes de Labenne-Océan (40).

- Esplanade de la Plage

Esplanade qui surplombe l’océan Atlantique avec vue sur les dunes landaises et le port de Capbreton au nord et sur la baie de la côte basque et les Pyrénées au sud.
- Vestiges d'une base radar du « mur de l'Atlantique »

La station balnéaire de Labenne Océan possède des bunkers érigés entre 1942 et 1944, encore visibles. Le casernement, aujourd'hui colonie Danielle-Casanova, est dans un état de conservation remarquable. À voir dans la salle des fêtes, au bourg, une fresque peinte par un soldat allemand prisonnier en 1945. Aux archives municipales, voir une carte de circulation du « Groupe FFI de Labenne ».

## Personnalités liées à la commune
- Alexandre Bure (1845-1882), comte de Labenne
- Pierre Daulouède (1909-1997), rugbyman français